# Tang bứa
Tang bứa hay còn gọi là bướm bạc Rehder, tên khoa học Mussaenda rehderiana, là một loài thực vật có hoa trong họ Thiến thảo. Loài này được Hutch. miêu tả khoa học đầu tiên năm 1916.